# Lista de membros da Royal Society eleitos em 1673
Esta é uma lista de Membros da Royal Society eleitos em seu décimo-quarto ano, 1673.

## Fellows
- John Le Gassick (m. 1674)
- Giles Strangways (1615 -1675)
- Rowland Winn (FRS) (1609 -1676)
- Sir Richard Ford (1613 -1678)
- Sir Thomas Player (m. 1686)
- Andrew Birch (FRS) (1652 -1691)
- Sir John Lawrence (m. 1692)
- Edward Bernard (1638 -1697)
- Charles Somerset, Marquess of Worcester (1660 -1698)
- John Stafford Howard (m. 1714)
- Gottfried Wilhelm Leibniz (1646 -1716)
- Francis Robartes (1650 -1718)